# François Mesgnien

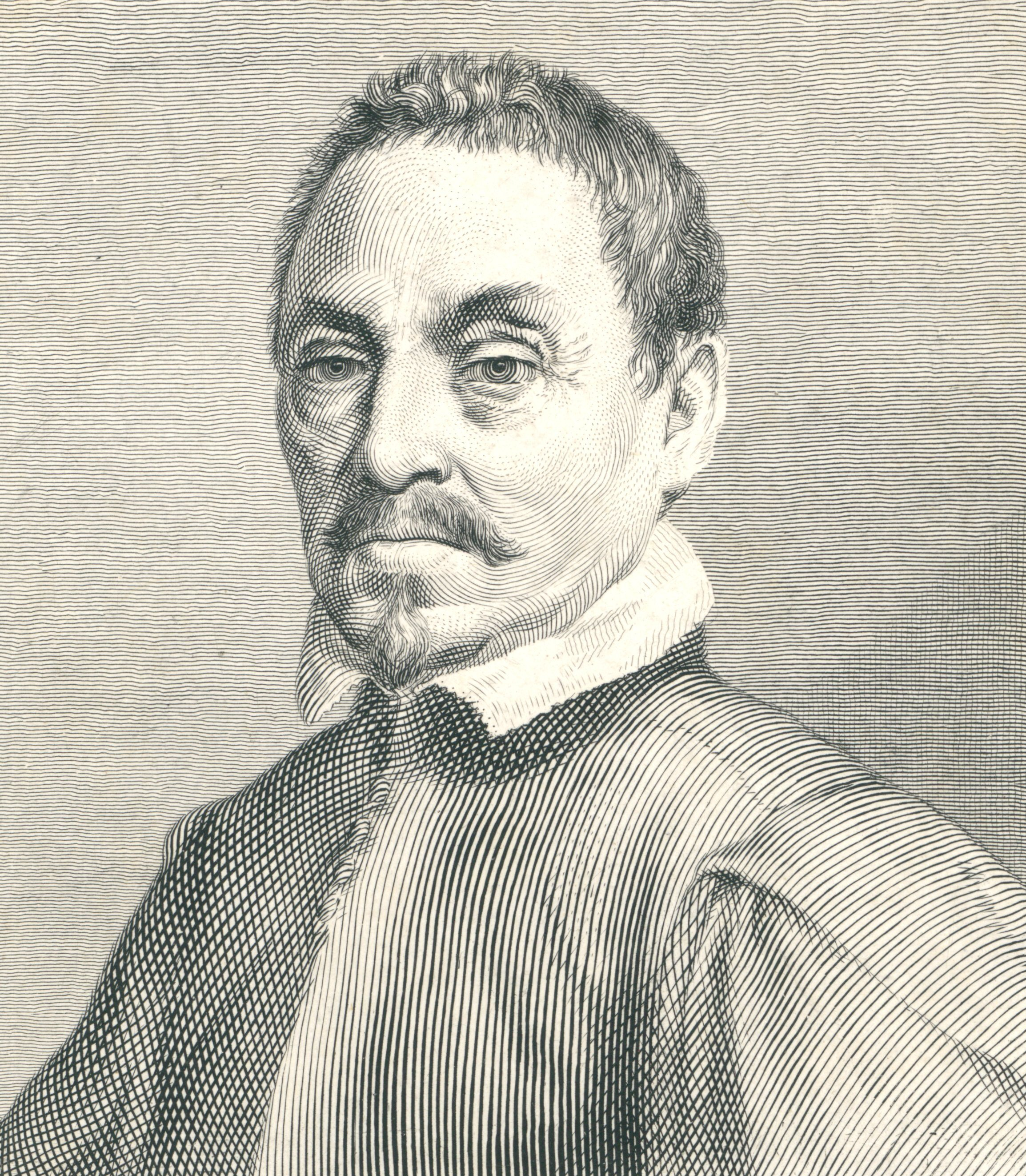
François Mesgnien (Franciszek Meninski) por Antoni Oleszczyński (1794-1879).

François Mesgnien o Franciszek Meninski (Totainville, 1620 o 1623-Viena, 8 de septiembre de 1698) fue un lingüista, gramático, lexicógrafo, orientalista y diplomático polaco de origen francés, experto en idiomas del Medio Oriente.

## Biografía
Nació en la población de Totain, en Lorena, región francesa que en esa época pertenecía al Sacro Imperio Romano Germánico.
En su juventud, aprendió los rudimentos básicos de varios idiomas, y se mudó a Roma (Italia), donde estudió filosofía bajo la dirección del sacerdote jesuita Giattino. También hay probabilidades de estar interesados en las lenguas orientales (probablemente bajo la influencia del padre Giattino, quien además de matemáticas, lógica, física y teología, le enseñó también idiomas asiáticos).

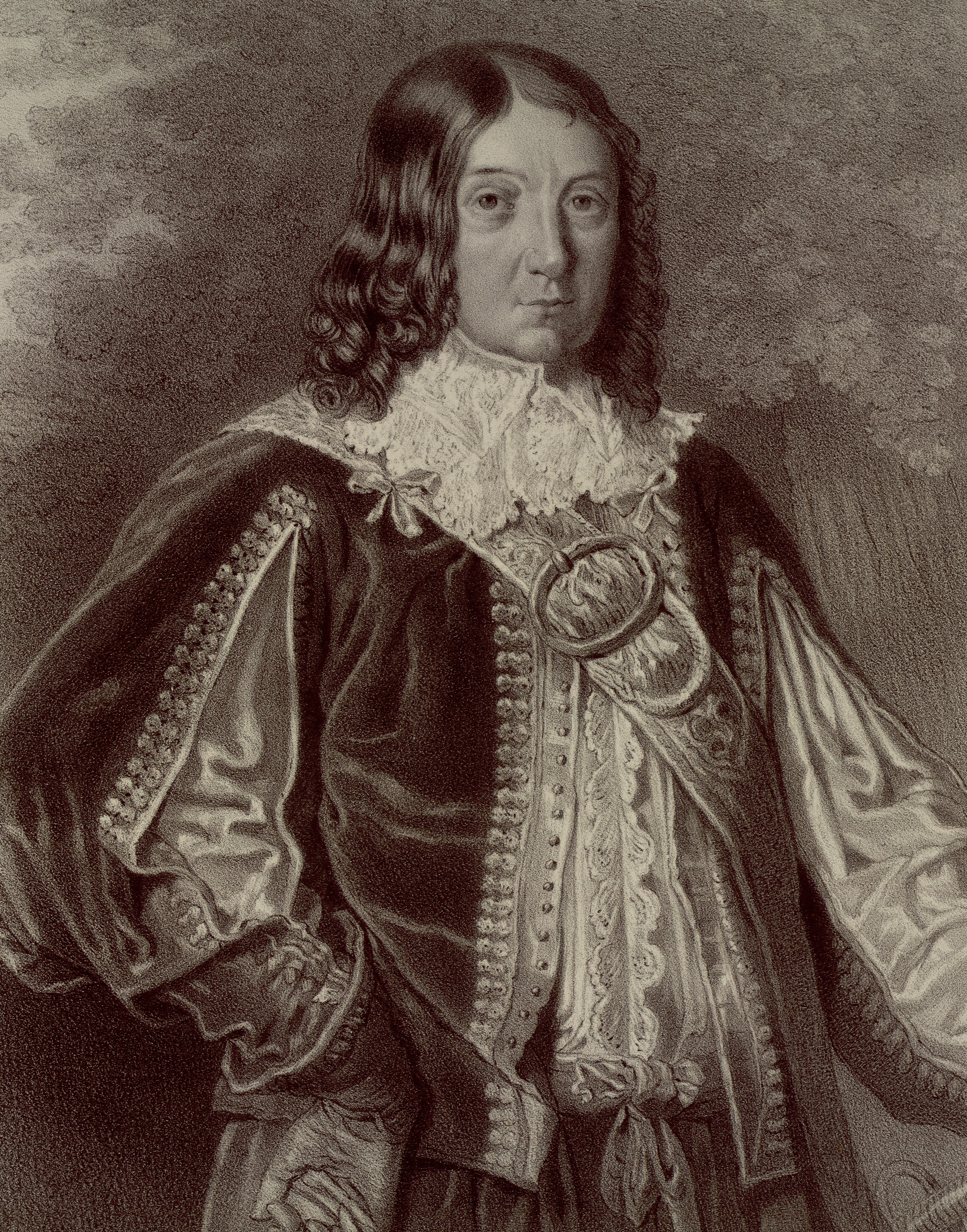
El príncipe Michal Radziwill Casimir.

Hacia 1647, el francés François Mesgnien (de 24 años de edad) viajó a Turquía ―aparentemente por invitación del príncipe Michael Radziwill Casimir (1635-1680)―.
En Varsovia estuvo en contacto con W. Bieczyńskim, el principal intérprete de lenguas orientales en la corte del rey. Con él, Mesgnien aprendió lo básico del idioma turco otomano.
En 1649, Meninski publicó en Gdansk tres libros: Gramatykę polską (gramática polaca), Gramatykę francuską (gramática francesa) y Gramatykę włoską (gramática italiana). Él podía enseñar polaco sin utilizar libros de texto, solo mediante la conversación. Escribió otras dos obras destinadas a su discípulo Stanislaw-Herakliuszu Lubomirski, de 7 años de edad, de quien fue preceptor desde poco después de su llegada a Polonia. Estas dos obras fueron las primeras gramáticas de las lenguas romances publicadas en Polonia.
Al publicar las tres gramáticas todavía utilizaba la forma latinizada de su nombre francés (Franciscus Mesgnien Lotharingus). En cambio en obras posteriores utilizó el nombre Franciscus A Mesgnien Meninski) como un signo de los lazos que lo conecta a su nueva patria. Terminó siendo conocido como Franciszek Meninski.

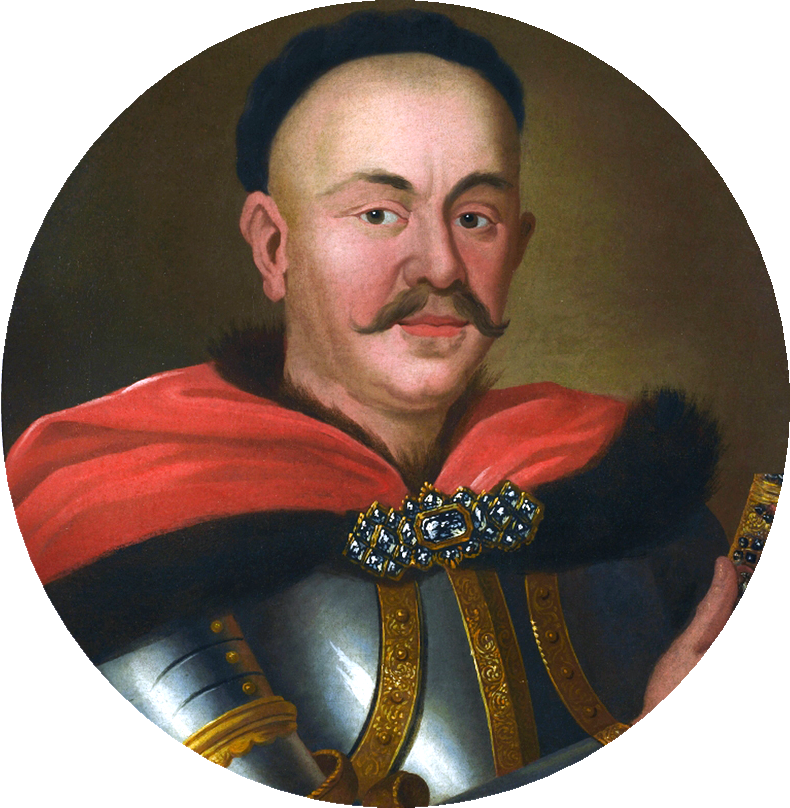
El político y aristócrata Stanislaw Lubomirski (1642-1702), que en su infancia fue discípulo de Mesgnien.

A finales de 1653 ―a los 30 años de edad―, Meninski acompañó al embajador polaco a Constantinopla y se quedó dos años para aprender el idioma turco con el maestro polaco Wojciech Bobowski (Bobovius Ahmed), que tenía una oficina en Estambul como intérprete principal del sultán. Obtuvo el trabajo de traductor en la embajada.
En 1656, un año después de la muerte de W. Bieczyński (1655) Meninski se convirtió en responsable de la oficina de intérpretes reales en Varsovia. Sin embargo no se quedó mucho tiempo en Polonia, ya en 1657 regresó a Estambul, esta vez como agente no oficial del rey Juan Casimiro.
En 1659 tuvo lugar su tercer viaje ―esta vez como embajador ante el jefe visir (12 de febrero de 1660), ante el sultán (16 de marzo de 1660) y ante el gran mufti (17 de marzo de 1660).
Después de regresar a Varsovia, Meninski trató de crear una escuela de traductores y diplomáticos para el servicio en Oriente. Sin embargo, como la corte real no le entregó los fondos necesarios para la ejecución de este plan, Meninski se sintió decepcionado. Tal vez ese fue el motivo de su visita a Viena (en 1661 o 1662), donde entró al servicio de los Habsburgo. Meninski iría a Oriente dos veces más: en 1669 (Jerusalén ―donde fue nombrado Caballero del Santo Sepulcro― y Líbano) y 1677 (Turquía).
Después de regresar de Jerusalén, Meninski realizó muchos servicios para el Sacro Imperio Romano Germánico en Viena, especialmente como traductor de las misiones diplomáticas extranjeras, y como asesor de guerra del emperador. Mientras tanto, Meninski procedió a organizar sus materiales lingüísticos durante diez años. En 1680 publicó en Viena la obra más importante de su vida, el Thesaurus linguarum orientalium, en cuatro volúmenes. En 1687 añadió un nuevo volumen: Complenaentum thesauri linguarum orientalium, seu onomásticum latino-túrcico-arábico-pérsicum.
En 1692 publicó Rescriptum, una crítica mordaz acerca de la gramática persa.
Meninski falleció en Viena el 8 de septiembre de 1698 a los 75 años (o a los 78 años). Su tumba se encuentra en el sótano del convento de los Carmelitas en Leopoldstadt (en Viena).
Tras agotarse la primera edición del Thesaurus linguarum orientalium, el texto se volvió muy difícil de conseguir tras el asedio de Viena. En 1780 ―cien años después de la primera edición (1680)― se publicó una reedición: Francisci a Mesgnien Meninski lexicon arábico-pérsico-túrcicum, adjecta ad síngulas voces et phrases interpretatione latina, ad usitatiores, etiam itálica.

## El diccionario de Meninski
El tesauro de Meninski es el más completo diccionario del idioma turco otomano. El otomano es traducido a cinco idiomas europeos (alemán, francés, italiano, latín y polaco). El diccionario es una fuente interesante de la historia del vocabulario de estos idiomas, sobre todo porque Meninski tuvo en cuenta las expresiones idiomáticas y los proverbios. La importancia del diccionario fue tal que en los siglos XVIII y XIX fue modificado (reducido a un solo volumen). En el año 2000 (es decir, 320 años después de la publicación de la edición original) se realizó una reedición en turco y polaco.